# サービスの貿易に関する一般協定
サービスの貿易に関する一般協定（サービスのぼうえきにかんするいっぱんきょうてい、General Agreement on Trade in Services、通称GATS）は、1994年に作成された世界貿易機関を設立するマラケシュ協定の一部（附属書1b）を成すサービス貿易に関する条約である。日本法においては、国会承認を経た「条約」であるWTO設立協定（日本国政府による法令番号は、平成6年条約第15号）の一部として扱われる。

## 概要
GATSは、サービス貿易への政府規制についての初めての多国間条約であり、条約本文、8つの附属書、及び、各国の約束表からなる。
GATSは、すべての分野の民間のサービス（政府の権限の行使として提供されるサービス以外のサービス）を対象とし、サービス貿易を4つのモードとして定義して、そのそれぞれについて各国が約束表において自由化を約束するという構成を採っている。
- サービス貿易の4つのモード
  - 第1モード：国境を超える取引
  - 第2モード：海外における消費
  - 第3モード：業務上の拠点を通じてのサービス提供
  - 第4モード：自然人の移動によるサービス提供

また、GATSでは、2000年以降にさらなる自由化の交渉を行うことが定められており（ビルトイン・アジェンダ）、現在、WTOのサービス貿易理事会において交渉が行われている。